# Seminarie Sint-Pius X
Het seminarie Sint-Pius X, Engels: St. Pius X Seminary, Latijn: Seminarium Sancti Pii Decimi, is een seminarie in de Filipijnse stad Roxas. Het omvat zowel een klein- als een grootseminarie en wordt door het aartsbisdom georganiseerd. Sinds 1999 is het gewijd aan Maria Moeder en Koningin, terwijl de bijbehorende reguliere middelbare school nog de naam van de heilige paus Pius X draagt. Verscheidene afdelingen van de school hebben overigens elk een eigen beschermheilige.
Het seminarie werd in 1957 opgericht en stond de eerste tien jaar onder leiding van de latere kardinaal Jaime Sin. Hij begon zijn werk met zeven priesters, die aan 33 priesterkandidaten lesgaven. Het seminarie groeide nadien tot een grote onderwijsinstelling uit, die inmiddels ook nog drie latere bisschoppen heeft afgeleverd.